# Nemty
Na mitologia egípcia , Nemty (Antaeus em grego) era um deus cuja adoração se centrava em Anteópolis, na parte norte do Alto Egito.
Sua adoração é bastante antiga, datando pelo menos da 2ª dinastia, status em que ele já tinha sacerdotes dedicados ao seu culto. Originalmente, Nemty parece ter sido o patrono da antiga área em torno de Badari , que era o centro do culto de Hórus. Devido à falta de informação sobrevivente, não é muito conhecido qual era a função original de Nemty, ou se ele era mais do que apenas um título de Hórus referindo-se a alguma função específica.
Com o tempo, ele passou a ser considerado simplesmente como o deus dos barqueiros e, consequentemente, representado como um falcão de pé em um barco , uma referência a Hórus, originalmente considerado um falcão. Como deus dos barqueiros, ganhou o título Nemty , significando (aquele que) viaja . Seu posterior centro de culto foi Anteópolis , mas também em Per-Nemty (Casa de Nemty) no Alto Egito.
Nemty aparece no conto As Contendas de Hórus e Seti, que descreve o assentamento da herança de Osíris, visto como uma metáfora para a conquista do Baixo Egito pelo Alto Egito (cujo patrono era Seti), no início do Antigo Reino. Neste conto, uma das tentativas de Seti para ganhar poder consiste em reunir os deuses e fornecer bons argumentos, convencendo todos eles (em tradições posteriores, todos exceto Tote) para comparecer a um conselho dos deuses. Seti temendo a intervenção mágica de Ísis, esposa de Hórus (no início da mitologia egípcia), instrui Nemty a não permitir que Ísis fosse transportada para lá. No entanto, Ísis se disfarça como uma idosa, e sem descobrir o disfarce, Nemty a leva para o outro lado, depois de receber um anel de ouro, tendo rejeitado a primeira oferta de mingau, com isso, resultou na interrupção do conselho pelo uso da magia. Nemty é punido por seu erro, tem os dedos dos pés cortados, o que é mais severo do que parece, já que como um falcão, ele não seria mais capaz de pousar e, portanto, não seria capaz de residir no barco.
Na literatura antiga, os hieróglifos do deus eram lidos como Anti ou Anty . Vários estudos confirmaram que esta leitura não está correta.